# 刘苏社
刘苏社（1967年10月—），男，汉族，陕西杨陵人，中华人民共和国政治人物，曾任国务院办公厅秘书二局局长，新疆维吾尔自治区人民政府副主席。现任中华人民共和国国家发展和改革委员会副主任。